# Podstawy BHP w kopalni miedzi
Podstawy BHP w kopalni miedzi (Conceptes bàsics de seguretat i salut laboral en una mina de coure) és un curtmetratge documental polonès dirigit l'any 1972 per Krzysztof Kieślowski..

## Argument
Pel·lícula encarregada sobre les condicions de seguretat i higiene a la mina de coure Lyubin.